# Нгуен Динь Минь
Нгуе́н Динь Минь (вьет. Nguyễn Đình Minh, 31 марта 1966) — вьетнамский легкоатлет, выступавший в беге на короткие дистанции. Участник летних Олимпийских игр 1988 года.

## Биография
Нгуен Динь Минь родился 31 марта 1966 года.
В 1988 году вошла в состав сборной Вьетнама на летних Олимпийских играх в Сеуле. Выступал в двух видах легкоатлетической программы.
В беге на 100 метров в 1/8 финала занял 7-е место среди 8 участников забега, показав результат 11,09 секунды и уступив 56 сотых ставшему третьим и попавшему в четвертьфинал Усману Диарра из Мали.
В беге на 200 метров в 1/8 финала занял 8-е место среди 8 участников забега, показав результат 22,65 секунды и уступив 1,1 секунды попавшему в четвертьфинал с 6-го места Усману Диарра.
Был знаменосцем сборной Вьетнама на церемонии открытия Олимпиады.

## Личные рекорды
- Бег на 100 метров — 10,5 (1986)[4]
- Бег на 200 метров — 22,30 (1989)[4]